# Manchester Uniteds historie (1986-2013)
 For alternative betydninger, se Manchester Uniteds historie. (Se også artikler, som begynder med Manchester Uniteds historie)
Manchester Uniteds historie (1986-2013) dækker over perioden fra Alex Fergusons ansættelse og frem til hans trænerstop. Alex Ferguson og hans assistent, Archie Knox, kom på dagen som Atkinsons afskedigelse. I deres første sæson endte de på en 12. plads i ligaen. Efter igen have at have endt på middelplacering, reddede Ferguson sin karriere ved at vinde FA Cuppen i 1990.   

## Ankomsten og de følgende år
Straks efter sin ankomst, begyndte Ferguson at opbygge holdet efter et ungdomsprincip. Holdet tabte sin første kamp 2-0 til Oxford United FC. Han hentede følgende spillere i sin første sæson i klubben: Viv Anderson fra Arsenal og Brian McClair fra Celtic.  
| Sæson   | Div | Pos | FA Cup   | Liga Cup | E Cup | Manager                    | Topscorer       | Mål |
| ------- | --- | --- | -------- | -------- | ----- | -------------------------- | --------------- | --- |
| 1986/87 | 1   | 11  | 4. runde | 3. runde | -     | Ron Atkinson/Alex Ferguson | Peter Davenport | 14  |
| 1987/88 | 1   | 2   | 5. runde | 5. runde | -     | Alex Ferguson              | Brian McClair   | 24  |
| 1988/89 | 1   | 11  | 6. runde | 3. runde | -     | Alex Ferguson              | Mark Hughes     | 14  |
| 1989/90 | 1   | 13  | Vinder   | 3. runde | -     | Alex Ferguson              | Mark Hughes     | 13  |

### Ferguson fik næsten sparket
Ferguson fik store høvl af  klubbens tilhængere, efter kun at have endt på 11. pladsen. Bestyrelsen diskuterede også hans situation, men gav ham chancen igen. Han fik desuden mulighed for at købe nogle af de dyreste spiller på daværende tidspunkt, som Mike Phelan, Neil Webb, som også var en stjerne på det engelske fodboldlandshold, Danny Wallace, som var topscorer i Southampton FC og Paul Ince fra West Ham. 
| Sæson   | Div | Pos | FA Cup   | Liga Cup | E Cup    | Manager       | Topscorer                 | Mål |
| ------- | --- | --- | -------- | -------- | -------- | ------------- | ------------------------- | --- |
| 1990/91 | 1   | 6   | 5. runde | 4. runde | Vinner   | Alex Ferguson | Brian McClair/Steve Bruce | 13  |
| 1991/92 | 1   | 2   | 4. runde | Vinder   | 2. runde | Alex Ferguson | Brian McClair             | 18  |

I den efterfølgende sæson (1990-91) kom de helt til finalen i Mesterholdenes Europa Cup, men tabte finalen til FC Barcelona. 
| Sesong  | Div | Pos | FA-cupen | Liga-cupen | E-cupen  | Manager       | Toppscorer         | Mål |
| ------- | --- | --- | -------- | ---------- | -------- | ------------- | ------------------ | --- |
| 1992/93 | PrL | 1   | 5. runde | 3. runde   | 1. runde | Alex Ferguson | Mark Hughes        | 15  |
| 1993/94 | PrL | 1   | Vinder   | Finale     | 2. runde | Alex Ferguson | Eric Cantona       | 18  |
| 1994/95 | PrL | 2   | Finale   | 3. runde   | Gruppe   | Alex Ferguson | Andrej Kantjelskis | 14  |
| 1995/96 | PrL | 1   | Vinder   | 2. runde   | 1. runde | Alex Ferguson | Eric Cantona       | 14  |

1994-95-sæsonen blev mest husket for Eric Cantonas overfald på en tilskuer d. 25. januar 1995, efter at have været blevet udvist. 
| Sæson   | Div | Pos | FA Cup   | Liga Cup | E Cup        | Manager       | Topscorer           | Mål |
| ------- | --- | --- | -------- | -------- | ------------ | ------------- | ------------------- | --- |
| 1996/97 | PrL | 1   | 4. runde | 4. runde | Semi-finale  | Alex Ferguson | Ole Gunnar Solskjær | 18  |
| 1997/98 | PrL | 2   | 5. runde | 3. runde | Kvart-finale | Alex Ferguson | Andy Cole           | 18  |
| 1998/99 | PrL | 1   | Vinder   | 5. runde | Vinner       | Alex Ferguson | Dwight Yorke        | 18  |

12. juni 1999 blev Alex Ferguson slået til ridder af Dronning Elizabeth 2.. Han udtalte følgende: "Jeg er glad og beæret. Jeg ser dette som en ære ikke bare for mig, men for de mennesker, der har støttet mig gennem mit liv og gjort mig til, hvad jeg er."

## Succes i England, men kamp til stregen i Europa
United havde vundet UEFA Champions League i 1998-99. Sommeren efter mistede de Peter Schmeichel til portugisisk fodbold. Erstatningen blev Mark Bosnich, men var, ligesom de efterfølgende målmænd, en fiasko. 
| Sæson   | Div | Pos | FA Cup   | Liga Cup | E Cup        | Manager       | Topscorer        | Mål |
| ------- | --- | --- | -------- | -------- | ------------ | ------------- | ---------------- | --- |
| 1999/00 | PrL | 1   | -        | 3. runde | Kvart-finale | Alex Ferguson | Dwight Yorke     | 20  |
| 2000/01 | PrL | 1   | 4. runde | 4. runde | Kvart-finale | Alex Ferguson | Teddy Sheringham | 15  |

Sommeren 2001 brød United transferrekorden to gange indenfor samme transfervindue: først med Ruud Van Nistelrooy og derefter med Juan Sebastian Veron, for henholdsvis £19 millioner og £28 millioner. 
| Sæson   | Div | Pos | FA Cup   | Liga Cup | E Cup         | Manager       | Topscorer           | Mål |
| ------- | --- | --- | -------- | -------- | ------------- | ------------- | ------------------- | --- |
| 2001/02 | PrL | 3   | 4. runde | 3. runde | Semi-finale   | Alex Ferguson | Ruud van Nistelrooy | 23  |
| 2002/03 | PrL | 1   | 5. runde | Finale   | Kvart-finale  | Alex Ferguson | Ruud van Nistelrooy | 25  |
| 2003/04 | PrL | 3   | Vinner   | 4. runde | 8. delsfinale | Alex Ferguson | Ruud van Nistelrooy | 20  |

## Cristiano Ronaldo
I sommeren 2003 spillede United mod den portugisiske fodboldklub, Sporting Lissabon i Portugal, hvor de især lagde mærke til stortalentet Cristiano Ronaldo. Han var på daværende tidspunkt kun 18 år gammel. United havde på dette tidspunkt allerede kigget på ham i et par år, men klubber som AC Milan og Juventus var også interesseret. United fik ham for ca. 185 millioner kr. Ronaldo gik fra en ugeløn på 3.000 kroner til 300.000 kroner om ugen i United. 
| Sæson   | Div | Pos | FA Cup   | Liga Cup    | E Cup         | Manager       | Topscorer           | Mål |
| ------- | --- | --- | -------- | ----------- | ------------- | ------------- | ------------------- | --- |
| 2004/05 | PrL | 3   | Finale   | Semi-finale | 8. delsfinale | Alex Ferguson | Wayne Rooney        | 11  |
| 2005/06 | PrL | 2   | 5. runde | Vinder      | Gruppe        | Alex Ferguson | Ruud van Nistelrooy | 21  |

| Sæson   | Div | Pos | FA Cup      | Liga Cup | E Cup        | Manager       | Topscorer         | Mål |
| ------- | --- | --- | ----------- | -------- | ------------ | ------------- | ----------------- | --- |
| 2006/07 | PrL | 1   | Finale      | 4. runde | Semi-finale  | Alex Ferguson | Cristiano Ronaldo | 17  |
| 2007/08 | PrL | 1   | 6. runde    | 3. runde | Vinder       | Alex Ferguson | Cristiano Ronaldo | 31  |
| 2008/09 | PrL | 1   | Semi-finale | Vinder   | Finale       | Alex Ferguson | Cristiano Ronaldo | 18  |
| 2009/10 | PrL | 2   | 3. runde    | Vinder   | Kvart-finale | Alex Ferguson | Wayne Rooney      | 26  |
| 2010/11 | PrL | 1   | Semi-finale | 4. runde | Finale       | Alex Ferguson | Dimitar Berbatov  | 20  |

### Dramatisk afslutning: tabte ligatitlen til City i overtiden
2011-12-sæsonen sluttede som en af de mest dramatiske i PrLs historie. Manchester City var bagud med 1-2 på hjemmebane mod QPR, mens United førte mod Sunderland. City udligner til 2-2, og igen få minutter senere til 3-2, og de vandt derfor mesterskabet foran Manchester United.  
| Sæson   | Div | Pos | FA Cup   | Liga Cup | E Cup         | Manager       | Topscorer        | Mål |
| ------- | --- | --- | -------- | -------- | ------------- | ------------- | ---------------- | --- |
| 2011/12 | PrL | 2   | 4. runde | 5. runde | Gruppe        | Alex Ferguson | Wayne Rooney     | 27  |
| 2012/13 | PrL | 1   | 6. runde | 4. runde | 8. delsfinale | Alex Ferguson | Robin van Persie | 26  |